# Costume Quest
Costume Quest es un videojuego de rol en grupo desarrollado por Double Fine Productions y publicado por THQ el 20 de octubre de 2010. En el juego, el jugador controla a un niño que está pidiendo dulces con su hermano gemelo en la noche de Halloween cuando se encuentran con un monstruo que secuestra a su hermano. El jugador debe viajar por el vecindario local recolectando artículos para su disfraz, dulces y otros niños como compañeros para enfrentar al líder de los monstruos y rescatar a su hermano. Los aspectos de vestuario se utilizan en segmentos de batalla por turnos, donde el personaje del jugador y sus compañeros se transforman en lo que sea que estén vestidos para luchar contra otros monstruos; los aspectos de vestuario también se utilizan para habilidades fuera de las batallas.
Una expansión DLC titulada «Grubbins on Ice» fue lanzada el 21 de diciembre de 2010, tiene lugar después de los eventos del juego original y está ambientada en el monstruoso mundo de Repugia. En 2014 se lanzó una secuela, Costume Quest 2 .

## Jugabilidad
Costume Quest incorpora elementos de exploración de juegos de aventuras y crecimiento de personajes de videojuegos de rol. En la parte de exploración del juego, el personaje del jugador explora su área circundante, comenzando por su vecindario, luego un centro comercial y luego una ciudad rural. En estas áreas, el jugador puede completar misiones a través de trucos y dulces que recompensan al personaje con pistas sobre la ubicación del hermano, más dulces (un tipo de moneda para las interacciones con otros niños) y partes de disfraces que se pueden usar para alterar el disfraz del personaje. El personaje también puede hacerse amigo de hasta 4 personajes no jugadores que pueden ayudar con algunos aspectos de la resolución de misiones.
A veces, los personajes de los jugadores se encontrarán con monstruos, lo que dará lugar al modo batalla del juego. Aquí los niños se convierten en versiones gigantes de los disfraces que llevan puestos, junto con las habilidades reflejadas por ese disfraz; por ejemplo, un niño que usa un disfraz de robot improvisado se convierte en un robot mecanizado gigante, mientras que un niño que usa un suéter medieval se convierte en un caballero con armadura y espada. Las batallas se basan en turnos, lo que permite al jugador seleccionar ataques, bloqueos o un movimiento especial que requiere realizar un evento de tiempo rápido en el momento adecuado para lograr el máximo daño a sus enemigos. Ganar batallas conduce a recompensas adicionales para la misión principal del jugador.

## Trama
El juego tiene lugar en Halloween. Los hermanos gemelos Reynold y Wren son nuevos en su vecindario y su madre les pide que hagan nuevos amigos en el vecindario. El jugador en este punto elige con qué hermano jugar, marcándolo como «a cargo». Ambos se visten con sus disfraces, con el personaje no jugable vistiéndose como un trozo de maíz dulce y el personaje jugable vistiéndose como un robot. Un monstruo ve al hermano o hermana no jugable y lo secuestra. El personaje del jugador ahora debe salvar a su hermano a tiempo y llegar a casa antes del toque de queda. El personaje del jugador pide dulces en las casas, rastrea a los monstruos y a sus hermanos desde el vecindario, luego a un centro comercial y luego a un pueblo del interior. En el camino, conocen a otros niños que piden dulces, Everett y Lucy, quienes se unen a su grupo. Finalmente, el personaje del jugador se enfrenta a la líder de los monstruos, Dorsilla, quien después de derrotarla revela que en realidad está trabajando para un monstruo mucho más poderoso llamado Cadaverous Big Bones. Al derrotarlo, el personaje del jugador rescata a su hermano y regresa a casa, desterrando a los monstruos a su mundo natal.

### Grubbins on Ice
«Grubbins on Ice» tiene lugar después del juego original en la temporada de invierno. Everett y Lucy están buscando cualquier evidencia de los monstruos que quedaron atrás. Lucy encuentra una pieza de evidencia que abre un portal hacia el cual ella es absorbida. Everett luego lleva a Reynold y Wren con él para encontrar y salvar a Lucy, quien ha sido capturada por los monstruos al otro lado del portal, que conduce al mundo natal de los monstruos, Repugia. Al igual que en el juego original, el jugador debe pedir dulces en varias casas para finalmente llegar a Cadaverous Big Bones, derrotarlo una vez más y rescatar a Lucy. Al final de «Grubbins on Ice», los personajes principales escapan de Repugia a un nexo de portales, lo que conduce directamente a la trama de Costume Quest 2 .

## Desarrollo
Costume Quest es el resultado del evento «Amnesia Fortnights» de Double Fine llevado a cabo durante el período de desarrollo de Brütal Legend cuando no estaban seguros de su editor. Durante las Fortnights de Amnesia, el equipo se dividió en cuatro grupos más pequeños y trabajó en prototipos para posibles juegos futuros, presentándolos luego al resto del equipo de Double Fine para su revisión. Los cuatro prototipos fueron bien recibidos internamente y las ideas se dejaron de lado una vez que comenzaron a trabajar nuevamente en Brütal Legend. Tras completar ese juego, Double Fine creyó que Electronic Arts les había autorizado a continuar trabajando en una secuela de Brütal Legend, pero más tarde descubrió que la secuela se había suspendido indefinidamente, dejando al estudio sin proyectos. En lugar de eso, Tim Schafer volvió a los productos de Amnesia Fortnight y buscó desarrollarlos como juegos más pequeños entre varios editores. Dos de ellos, Costume Quest y Stacking, fueron elegidos por THQ para su publicación como títulos descargables.
El desarrollo de Costume Quest estuvo a cargo de Tasha Harris, animadora principal de Double Fine y ex artista de Pixar, con Tim Schafer brindando apoyo cuando fue necesario, particularmente en la escritura. El concepto del juego fue una idea que Harris había tenido antes de unirse a Double Fine, pero nunca tuvo la oportunidad de desarrollarla mientras estuvo en Pixar. Quería que el juego capturara «ese sentimiento nostálgico de esos niños jugando a disfrazarse», y utilizó fotografías antiguas de niños con disfraces de Halloween para darle más cuerpo al juego. Harris le había mencionado la idea a Schafer, y Schafer eligió su proyecto como uno de los cuatro que se desarrollarían durante las Fortnights de Amnesia. Aunque el concepto original de Harris no se basó en un juego de rol, ella considera que el juego ha sido influenciado por juegos más antiguos de Nintendo y Square Enix como Dragon Quest y Final Fantasy, y juegos que tienen lugar en un entorno moderno como EarthBound y Pokémon. También se inspiró en la serie de The Legend of Zelda, donde la exploración se aceleraría a través de la adquisición de nuevos elementos dentro del juego. Harris afirmó que quería «hacer un juego que fuera como los juegos de rol que [ella] amaba cuando era niña, pero modernizado para que luciera genial y la gente disfrutara jugándolo ahora» para aprovechar la creciente popularidad de los títulos disponibles como contenido descargable.
A diferencia de los juegos anteriores de Double Fine, que tenían ciclos de desarrollo de cuatro a cinco años, Costume Quest se completó en menos de un año. El marco temporal y el tamaño del equipo se basaron en la experiencia previa de Schafer en el desarrollo de The Secret of Monkey Island. Schafer reflexionó que esta escala de tiempo limitada fue beneficiosa para su proceso de desarrollo. El cronograma acortado los obligó a limitar el alcance del juego y evitó el «incremento de características» como la adición de elementos de juego interesantes pero innecesarios. Con un alcance limitado, también pudieron centrarse en hacer que las características principales del juego fueran divertidas y agradables a lo largo de todo el juego. También hubo una mejor comunicación a través del equipo más pequeño, y a los miembros individuales se les dio más control de sus propias responsabilidades dentro del juego. El trabajo realizado en el motor de juego de Brütal Legend fue «esencial» para Costume Quest, ya que permitió al equipo reutilizar rápidamente la tecnología existente sin los costos de licencia de otros motores de terceros. Schafer estimó el presupuesto total del juego en unos 2 millones de dólares. Después del lanzamiento se descubrió un error de software que interfería con el guardado del juego y, si bien Double Fine pudo aislarlo y corregirlo, el costo de certificar el parche, estimado en alrededor de $40 000, les impidió lanzarlo al principio. Lo lanzaron más tarde como una actualización de título.

## Lanzamiento
El juego es un título descargable y fue lanzado el 20 de octubre de 2010 en los servicios PlayStation Network y Xbox Live Arcade. Aproximadamente un año después se lanzó un puerto para Microsoft Windows a través de la plataforma Steam. Posteriormente se lanzó en Linux y OS X como parte del Double Fine Humble Bundle. El prototipo original de Costume Quest se lanzó para Microsoft Windows como parte del paquete Amnesia Fortnight 2012 el 19 de noviembre de 2012.

### Expansiones
Un capítulo descargable adicional, «Grubbins on Ice», estuvo disponible el 21 de diciembre de 2010, junto con un parche gratuito para corregir algunos de los problemas de rendimiento y jugabilidad del juego. La historia ocurre algún tiempo después de los eventos del juego principal, mientras el invierno cae sobre los niños, quienes encuentran un portal al mundo de los monstruos, Repugia, donde Lucy es capturada por los monstruos durante una revolución. Los otros tres niños se ponen sus disfraces para ayudar a salvar a Lucy. Si bien muchas de las características principales del juego se trasladan al complemento, hay nuevos disfraces y habilidades disponibles en la expansión.

### Versión de Windows
Costume Quest se lanzó originalmente como un juego descargable para Xbox 360 y PlayStation 3. Según Schafer, aunque les hubiera gustado crear una versión para Microsoft Windows, ellos como desarrolladores no tuvieron la palabra final sobre qué plataformas serían compatibles. Schafer comentó que THQ no vio un beneficio financiero en crear la versión de Windows en ese momento.
Sin embargo, un año después del lanzamiento inicial de Costume Quest, se lanzó una versión del juego para Windows a través de la plataforma Steam. Esta versión fue financiada por Dracogen Strategic Investments de Steven Dengler, quien también había financiado previamente un port para OS X de Psychonauts de Double Fine unas semanas antes de este nuevo lanzamiento. La versión para Windows incluye el contenido «Grubbins on Ice». Dengler se puso en contacto con Schafer y Double Fine en 2011 después de que Schafer enviara en broma un mensaje en Twitter sobre el coste de trasladar juegos como Costume Quest a otras plataformas. Aunque las discusiones iniciales fueron divertidas, Dengler pronto entró en negociaciones serias para proporcionar la financiación necesaria para la portabilidad; se completó un contrato completo dentro de los 18 días del primer mensaje de Dengler a la empresa. Aunque no se anunciaron los términos completos del acuerdo, Dengler declaró que no esperaba obtener grandes ganancias con la inversión, pero al menos recuperar la inversión «y un poco más».
Costume Quest, junto con Stacking, eran propiedad del editor THQ en el momento de su quiebra y, en ese momento, estos activos se vendieron a Nordic Games. En noviembre de 2013, Double Fine y Nordic Games negociaron un acuerdo para que Double Fine se hiciera cargo de los derechos de publicación de ambos juegos, mientras que Nordic ayudó a publicar y distribuir copias minoristas de estos juegos y de Psychonauts de Double Fine para OS X y Windows a principios de 2014.

### Continuación
Costume Quest 2 se anunció en marzo de 2014 y se lanzó el 7 de octubre de ese año. Se lanzó para Linux, OS X, PlayStation 3, PlayStation 4, Wii U, Windows, Xbox 360 y Xbox One en octubre de 2014.
Wren y Reynold regresan en la secuela, que presenta más disfraces y presenta un sistema de batalla «más profundo y jugoso» según Schafer. La trama del juego involucra a Wren y Reynold viajando al pasado y al futuro para deshacer las acciones del malvado dentista viajero en el tiempo, el Dr. Orel White, DDS.

### Otros medios
Double Fine se ha asociado con Oni Press para producir un cómic único, Costume Quest: Invasion of the Candy Snatchers, escrito y dibujado por Zac Gorman, que se lanzará casi al mismo tiempo que el lanzamiento de la secuela del juego. Gorman había dibujado previamente un cómic Costume Quest para su serie de cómics web Magical Game Time, que llamó la atención de Double Fine y condujo a esta colaboración.
Frederator Studios había anunciado en mayo de 2015 que estaba produciendo un corto animado basado en Costume Quest. Se había planeado que el cortometraje fuera escrito y guionizado por Zac Gorman y dirigido por Pat McHale. En febrero de 2017, Frederator Studios anunció que el proyecto ahora se ha convertido en una serie animada que se distribuirá como programación original para Amazon. Para la serie, Bryan Caselli y Will McRobb actúan como showrunners con Fred Seibert, Kevin Kolde y Eric Homan como productores ejecutivos. Habiendo trabajado en el corto original, Zac Gorman fue contactado inicialmente como showrunner, pero lo rechazó, aunque su estilo se volvió crucial para la apariencia del programa y contribuyó como escritor en 2 episodios. Costume Quest es el primer proyecto de Frederator con Amazon. La primera mitad de la temporada 1 se estrenó el 8 de marzo de 2019. La segunda mitad de la temporada 1 se lanzó el 11 de octubre de 2019. El especial navideño Heroes on Holiday se lanzó el 21 de noviembre de 2019.

## Recepción

### Costume Quest
| Agregador    | Puntaje | Puntaje | Puntaje | Puntaje  |
| Agregador    | iOS     | PC      | PS3     | Xbox 360 |
| ------------ | ------- | ------- | ------- | -------- |
| GameRankings | N/A     | 74%     | N/A     | N/A      |
| Metacritic   | 75/100  | N/A     | 77/100  | 74/100   |

| Publicación                        | Puntaje | Puntaje | Puntaje | Puntaje  |
| Publicación                        | iOS     | PC      | PS3     | Xbox 360 |
| ---------------------------------- | ------- | ------- | ------- | -------- |
| Edge                               | N/A     | N/A     | 7/10    | 7/10     |
| Eurogamer                          | N/A     | N/A     | 8/10    | N/A      |
| Game Informer                      | N/A     | N/A     | 6/10    | 6/10     |
| GamePro                            | N/A     | N/A     | [ 34 ]  | N/A      |
| GamesMaster                        | N/A     | N/A     | N/A     | 70%      |
| GameSpot                           | N/A     | N/A     | 7/10    | 7/10     |
| GameTrailers                       | N/A     | N/A     | N/A     | 7.2/10   |
| GameZone                           | N/A     | N/A     | 6/10    | 6/10     |
| Giant Bomb                         | N/A     | N/A     | [ 39 ]  | [ 39 ]   |
| IGN                                | N/A     | 8/10    | 7.5/10  | 7.5/10   |
| Joystiq                            | N/A     | N/A     | N/A     | [ 42 ]   |
| Official Xbox Magazine (US)        | N/A     | N/A     | N/A     | 7.5/10   |
| PlayStation: The Official Magazine | N/A     | N/A     | 9/10    | N/A      |
| The A.V. Club                      | N/A     | N/A     | A−      | N/A      |
| Wired                              | N/A     | N/A     | N/A     | 8/10     |

Costume Quest recibió críticas «generalmente favorables» en todas las plataformas excepto la versión de Xbox 360, la cual recibió críticas «medias», según el sitio web agregador de reseñas Metacritic. Algunos elogiaron la singularidad y el encanto del juego, pero citaron mecánicas de juego obsoletas. La versión de PS3 fue nombrada el «juego de PSN del año 2010» en PlayStation: The Official Magazine. El juego recibió el premio al «Mejor juego descargable» en los Spike Video Game Awards de 2010.

### Grubbins on Ice
La versión para Xbox 360 del DLC Grubbins on Ice recibió críticas «favorables» según Metacritic.